# Cirrhitus albopunctatus
Cirrhitus albopunctatus är en fiskart som beskrevs av Schultz, 1950. Cirrhitus albopunctatus ingår i släktet Cirrhitus och familjen Cirrhitidae. Inga underarter finns listade i Catalogue of Life.